# Министерство на образованието и културата на Република Сръбска
Министерството на образованието и културата на Република Сръбска (на сръбски: Министарство просвјете и културе Републике Српске) е едно от министерствата на правителството на Република Сръбска, в състава на Босна и Херцеговина. От 18 декември 2018 г. Министерството се ръководи от Наталия Тривич.
Седалището на министерството е разположено в град Баня Лука, на адрес: площад „Република Сръбска“ № 1.

## Организация
С цел постигането на максимална ефективност и ефикасност при изпълнение на задачите, в Министерството на образованието и културата на Република Сръбска се създават следните организационни звена:
- Ресори
- Секретариат
- Кабинет на министъра
- Отдел за нормативни и общински дела
- Отдели
- Раздел

Министерството включва следните републикански административни организации:
- Републикански педагогически институт
- Институт за образование на възрастни
- Републикански институт за опазване на културното, историческото и природното наследство
- Архив на Република Сръбска
- Републикански секретариат за вярата.

## Отговорни министри
- Гойко Саванович (2003 – 2005)[3]
- Милован Пецел (2005 – 2006)
- Антон Касипович (2006 – 2013)[4]
- Горан Мутабджия (2013 – 2014)[5]
- Дане Малешевич (2014 – 2018)[6]
- Наталия Тривич (от 2018 г.)